# Doloclanes timoleon
Doloclanes timoleon är en nattsländeart som beskrevs av Schmid 1991. Doloclanes timoleon ingår i släktet Doloclanes och familjen stengömmenattsländor. Inga underarter finns listade i Catalogue of Life.